# Project Management Body of Knowledge
La Project Management Body of Knowledge (PMBOK)  una guida, pubblicata dal Project Management Institute (PMI), che ha lo scopo di documentare e standardizzare le pratiche comunemente accettate di project management.
La prima versione di tale guida è stata pubblicata nel 1987. La versione corrente "A Guide to the Project Management Body of Knowledge" (PMBOK Guide, Settima Edizione), è stata pubblicata nel 2021 e sostituisce le precedenti edizioni del 2000, del 2004, del 2008, del 2013 e del 2017.

## Contenuto
La "PMBOK Guide" - Sesta Edizione è internazionalmente riconosciuta come standard IEEE e ISO 21500:2012 per descrivere i concetti fondamentali del project management applicabili a diverse tipologie di progetti: costruzione, sviluppo software, processi automatizzati, processi industriali.
All'interno della guida sono definite 10 aree di conoscenza e 5 gruppi di processi.
Le aree di conoscenza sono:
1. Gestione dell'integrazione di progetto
2. Gestione dell'ambito di progetto
3. Gestione dei tempi di progetto
4. Gestione dei costi di progetto
5. Gestione della qualità di progetto
6. Gestione delle risorse umane
7. Gestione delle comunicazioni di progetto
8. Gestione dei rischi di progetto
9. Gestione dell'approvvigionamento di progetto
10. Gestione degli stakeholder di progetto

I gruppi di processi sono:
1. Avvio
2. Pianificazione
3. Esecuzione
4. Monitoraggio e controllo
5. Chiusura